# 梅津明治郎
梅津 明治郎（うめつ めいじろう、1930年6月5日 - 没年不明）は日本の映画監督。

## 来歴
1930年に佐賀県で生まれる。1955年に九州大学大学院を中退後、松竹京都撮影所に入社。
影響を受けた人物に宮島義勇と渡辺邦男がいたが、同僚と師匠を持たないことを申し合わせた。松竹の労働組合京都分会委員長を務めたこともある。
1964年に『忍法破り 必殺』で監督としてデビュー。1965年に松竹大船撮影所へ移り作品を撮り続けていたが、1976年の『狭山事件造花の判決』撮影のために松竹を退社し、フリーとなった。
以後はテレビドキュメンタリー作品の監督がメインとなり、特に滋賀県を舞台にした作品が多く、びわ湖放送の番組であった 「〜近江〜 その歴史と現代」では県内各地の撮影に奔走した。
時期は不明だが会員である日本映画監督協会公式サイトでは物故者となっている。

## 監督作品

### 松竹在籍時代
- 忍法破り 必殺(1964年12月26日)
- 青雲やくざ(1965年9月30日)
- 男の魂(1966年4月16日)
- 熱い血の男(1966年7月1日)
- 若社長大奮戦(1967年4月15日)
- 若社長レインボー作戦(1967年5月27日)
- さよなら列車(1966年10月29日)
- 純情二重奏(1967年9月30日)
- 白昼の惨殺(1967年)
- 初恋宣言(1968年9月15日)
- ミニミニ突撃隊(1968年3月16日)
- 霧にむせぶ夜(1968年12月14日)
- 霧のバラード(1969年4月12日)

### フリー時代
- 狭山事件造花の判決(1976年5月23日)
- 未来をひらく書教育(1977年) - 第1回甲賀映画祭出品作品
- 無罪(1980年5月17日)
- てんびんの詩第一部原点編(1988年3月15日)
- てんびんの詩第二部自立編(1988年)
- 勇気への出発(1999年)

### テレビ番組
- 〜近江〜 その歴史と現代

## 脚本
- さよなら列車(1966)
- 初恋宣言(1968)